# Kozy (gmina)
Pour les articles homonymes, voir Kozy.
Kozy est une gmina rurale du powiat de Bielsko-Biała, Silésie, dans le sud de la Pologne. Son siège est le village de Kozy, qui se situe environ 6 km à l'est de Bielsko-Biała et 47 km au sud de la capitale régionale Katowice.
La gmina couvre une superficie de 26,9 km2 pour une population de 11 556 habitants.

## Géographie
La gmina est bordée par la ville de Bielsko-Biała et les gminy de Czernichów, Kęty, Porąbka, Wilamowice et Wilkowice.